# Huyện Netrakona
Netrakona là một huyện thuộc division Dhaka, Bangladesh. Huyện này có diện tích 2810 km², dân số năm 2002 là 1937794 người, mật độ dân số là 690 người/km².